# Ради семейного очага (фильм)
«Ради семейного очага» (укр. Для домашнього огнища) — художественный фильм 1992 года режиссёра Бориса Савченко, экранизация одноимённой повести Ивана Франко.

## Сюжет
Львов. Конец XIX века. Капитан австрийской армии Антось возвращается с сербской войны. Его встречает любимая жена Анеля. Супруги счастливы.
Однако скоро выясняется, что в его отсутствие Анеля оказалась замешана в организации публичного дома и вербовке девушек в иностранные бордели…

## В ролях
- Ханна Дуновска[пол.] — Анеля Ангарович
- Анатолий Хостикоев — Антось Ангарович, боевой офицер, капитан, муж Анели
- Наталья Сумская — Юлия Шаблинская, подруга и сообщница Анели
- Валерий Легин — Игнатий Редлих, поручик, старый друг капитана Ангаровича
- Богдан Бенюк — Грицько, денщик капитана Ангаровича
- Федор Стригун — комиссар полиции
- Богдан Ступка — Гирш, полицейский
- Виктор Демерташ — Давид Штернберг
- Светлана Круть — Мушка
- Любовь Богдан — Марина, горничная Ангаровичей
- Алексей Богданович — Фогель, барон, офицер
- Таисия Литвиненко — певица в ресторане

В эпизодах: Сергей Подгорный, Виктор Сарайкин, Валерий Наконечный, Валерий Панарин и другие.

## Критика
Критикой отмечено, что, в отличие от повести, вышедший в 90-е годы фильм снят как оправдывающий главную героиню:

Нетрудно заметить, что и авторы фильма, и Ханна Дуновська не осуждают Анелю, а вызывают к ней сочувствие. Не последнюю роль сыграли её отношения с приятельницей — владелицей городского борделя, которая умело расставила сети, в которые попала доверчивая Анеля. Есть в фильме ещё один морально-этический вопрос — какими могут быть последствия пустоты вокруг одинокой женщины? Где были раньше все благородные товарищи Антося? Видимо, в их представление о морали не входит обязанность беспокоиться о ближних, поддерживать их. На эти вопросы фильм ответа не дает. Борис Савченко, разворачивает картину домашнего очага, и говорит о том, что оно может погаснуть от дуновения любого искушения. Таким может быть прочтение фильма «Для домашнего очага», который реагировал на девальвацию моральных ценностей в жизни и на экране.— кинокритик Лариса Брюховецкая, главный редактор журнала «Кино-Театр», 2003 год

## Награды
- Гран-при Кинофестиваля «Стожары» за лучшую мужскую роль второго плана (Богдан Ступка) за фильмы: «Елисейские поля», «Ради семейного очага», «Фучжоу», 1995.